# Pancho Villa-expeditie

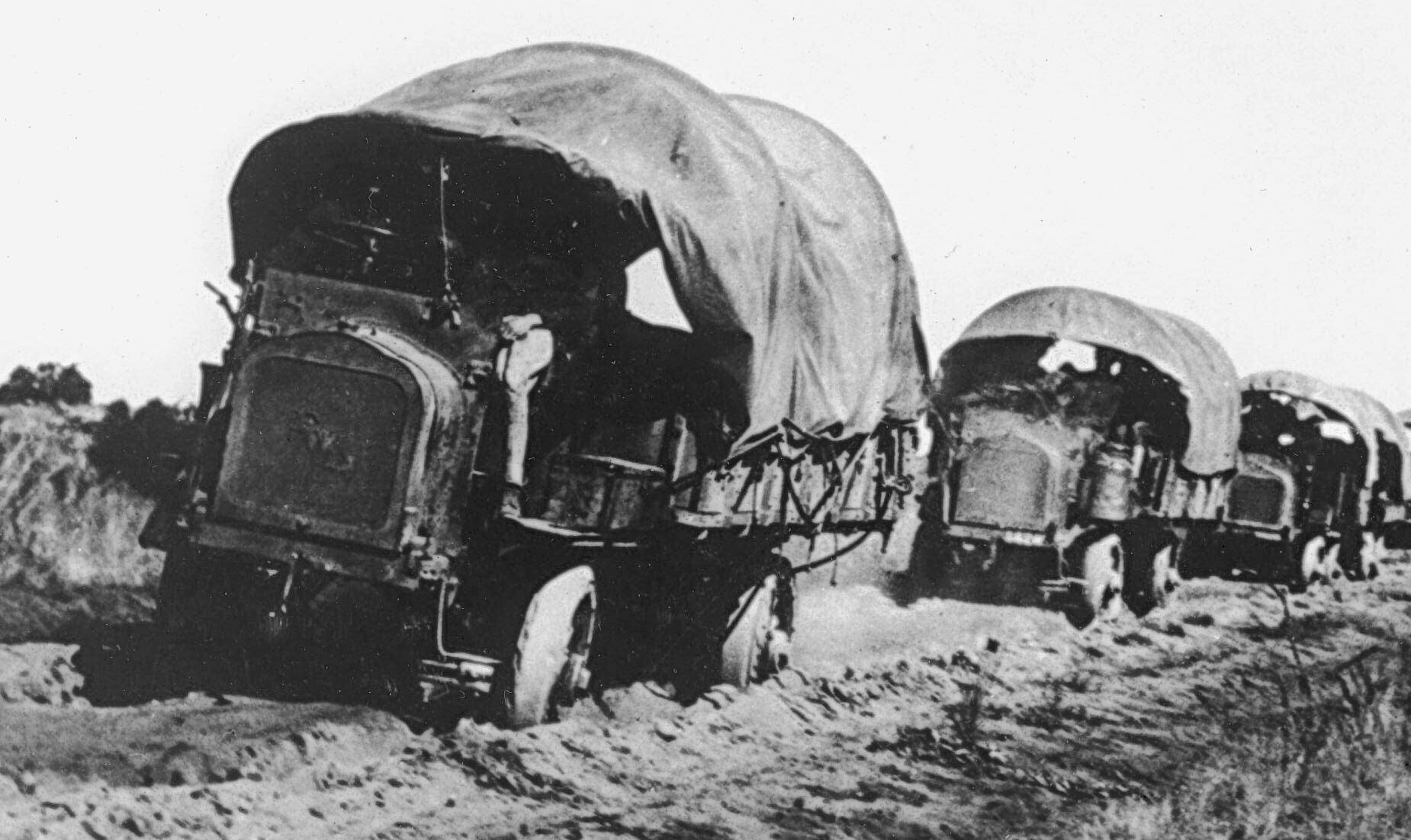
Konvooi van militaire vrachtwagens in Mexico, de voorste is een FWD Model B

De Pancho Villa-expeditie (Engels: Pancho Villa Expedition), ook wel bekend als de strafexpeditie (Engels: Punitive Expedition, Spaans: La Punitiva) of de Derde Amerikaanse Interventie (Spaans: Tercera Intervención Norteamericana), was een militaire actie van de Verenigde Staten tegen de Mexicaanse revolutionair Pancho Villa in 1916 en 1917.
De expeditie was een reactie op Villa's aanval op Columbus in maart 1916, waarbij 16 Amerikanen om het leven kwamen. De Amerikaanse president Woodrow Wilson gebood generaal John J. Pershing met 10.000 man en enkele vliegtuigen op zoek te gaan naar Pancho Villa om deze te arresteren. De Amerikanen kregen hiervoor toestemming van de Mexicaanse president Venustiano Carranza. Een bijkomende reden voor het Amerikaanse leger was om ervaring op te doen met het oog op de Eerste Wereldoorlog.
De expeditie was geen succes en bleek zelfs contraproductief. De voortdurende Amerikaanse bemoeienissen met Mexico (de Amerikaanse ambassadeur was in 1914 betrokken geweest bij de staatsgreep tegen Francisco I. Madero en het had de havenstad Veracruz een tijdlang bezet) wakkerde de anti-Amerikaanse sentimenten alleen maar verder aan. Villa bleek buitengewoon behendig te zijn als het aankwam op het zich verstoppen, ervaring die hij tijdens zijn eerdere carrière als bandiet had opgedaan. Naar verluidt wist Villa zich zelfs eens te verstoppen in een paardenhuid om aan de Amerikanen te ontkomen. Op 21 juni 1916 werd er zelfs een slag geleverd tussen Amerikaanse troepen en het reguliere Mexicaanse leger in de slag bij Carrizal, waarna een oorlog tussen beide landen maar nauwelijks kon worden voorkomen. De aanwezigheid van cantinas en bordelen die meereisden met de Amerikaanse troepen deden de oorlogsinspanningen ook weinig goed.
Hoewel enkele van Villa's officieren werden uitgeschakeld, was de interventie geen succes. Op 7 februari 1917 werd de zoektocht afgeblazen.